# Almofalla
Almofalla (aragonès), Almohaja (castellà) és un municipi de la comarca de la Comunitat de Terol, a la província de Terol, a l'Aragó. És a la serra del mateix nom, que forma part del Sistema Ibèric.